# Heinz-Wilhelm Brockmann

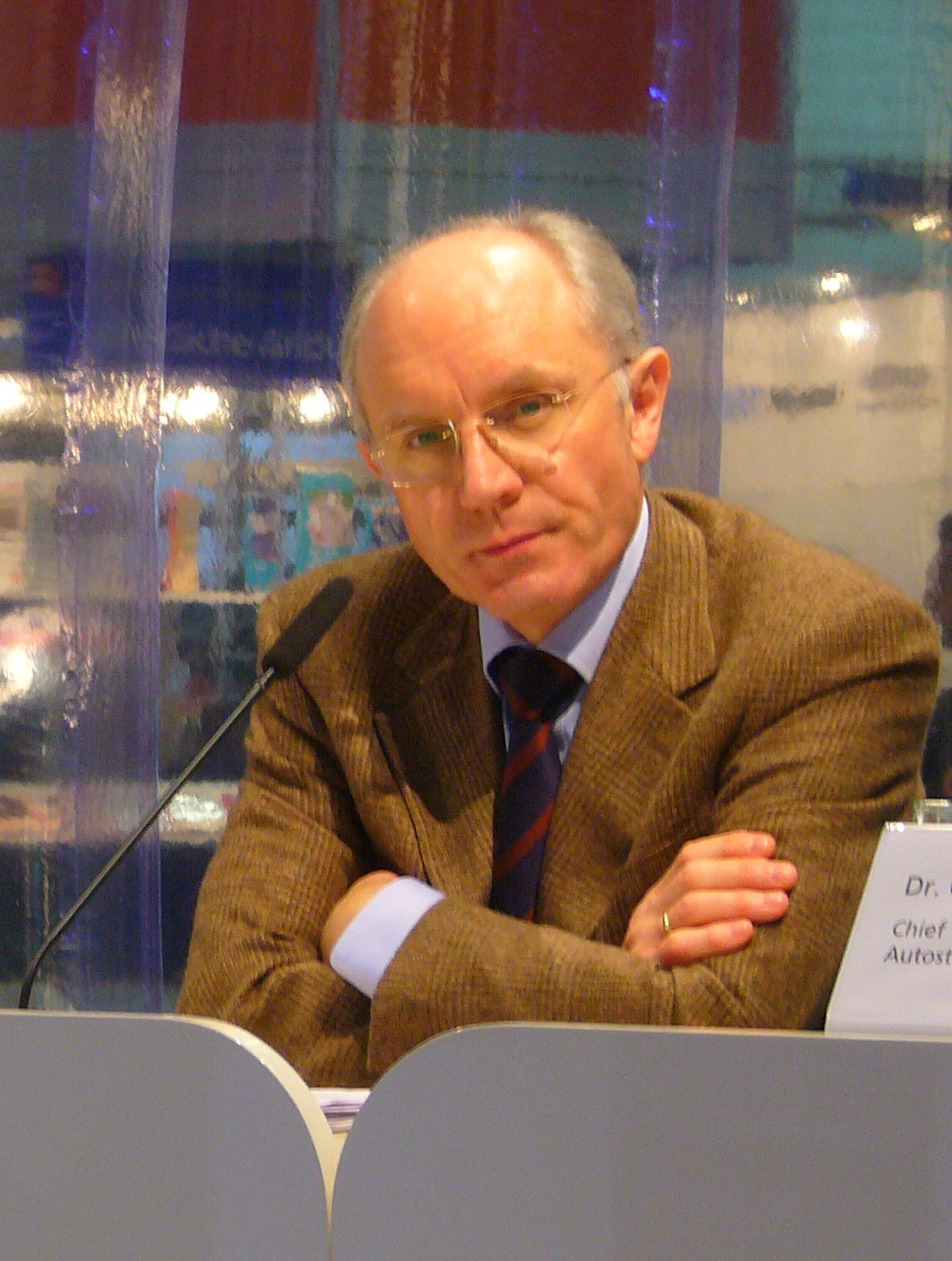
Heinz-Wilhelm Brockmann 2007

Heinz-Wilhelm Brockmann (* 14. Mai 1947) ist ein deutscher Politiker (CDU).
Nach dem Abitur am Gymnasium Carolinum in Osnabrück 1966 studierte Brockmann bis 1971 Katholische Theologie, Philosophie, Politikwissenschaft und Geschichte an den Universitäten Frankfurt, Tübingen und Münster. Anschließend war er als Journalist in Frankfurt tätig und ging 1976 als Gymnasiallehrer in den Staatsdienst.
1986 wechselte Brockmann als Pressesprecher ins Niedersächsische Kultusministerium, von 1988 bis 1991 war er Präsident des Niedersächsischen Landesinstituts für Lehrerfortbildung. Anschließend war er zwei Jahre als Leiter der Abteilung Politische Planung und Grundsatzfragen in der CDU-Parteizentrale tätig.
Nach weiteren Tätigkeiten als Referatsgruppenleiter im niedersächsischen Kultusministerium und Präsident des niedersächsischen Landesprüfungsamtes für Lehrämter wurde er im Jahr 2003 nach dem CDU-Wahlsieg in Niedersachsen vom neuen Kultusminister Bernd Busemann zum Leiter der Abteilung Schulformübergreifende Angelegenheiten, bildungspolitische Innovationen und Kirchen im niedersächsischen Kultusministerium ernannt.
Im Februar 2009 wechselte Brockmann als Kultusstaatssekretär in die Regierung Roland Kochs nach Hessen. Aus diesem Amt schied er im Januar 2012 wieder aus.
Der erklärte Katholik Brockmann war bereits in den 1970ern kirchenpolitisch aktiv und zählte zu den Begründern der Zeitschrift Publik-Forum. 1999 gehörte er zu den Gründern des Schwangerenberatungsvereins donum vitae. Brockmann ist Mitglied des Katholikenrates der Diözese Osnabrück und seit dem Jahr 2001 Vizepräsident des Zentralkomitees der deutschen Katholiken (ZdK). 2009 war er ursprünglich einziger Kandidat für die Nachfolge Hans Joachim Meyers als Präsident des ZdK. Da ihm der Ständige Rat der deutschen Bischöfe allerdings die erforderliche Zustimmung verweigerte, zog Brockmann seine Kandidatur zurück und kandidierte auch nicht mehr als Vizepräsident. Neuer ZdK-Präsident wurde Alois Glück.
Brockmann war Mitglied der katholischen Studentenverbindungen AV Cheruskia Tübingen und AV Widukind Osnabrück, aus denen er nach 1991 ausgeschieden ist.